# 경기방송
경기방송(京畿放送)은 수도권 지역을 가청권으로 하였던 대한민국의 민영 라디오 방송국이었다. 본사는 경기도 수원시 영통구 영통동에 있었으며, 키 스테이션 송신소는 경기도 용인시 수지구 고기동 광교산에 있었다.

## 개요
1997년 12월 1일에 개국하여 2020년 3월 30일에 내부 문제로 23년만에 폐국하였다. 대한민국의 민방 네트워크에는 속하지 않고, 서울특별시, 경기도, 인천광역시를 방송 서비스 지역으로 하는 독립 수도권 민영 라디오 방송국이었다. "하루의 행복을 여는 수도권의 중심"을 캐치프레이즈로 하고 있었다.

### 로고송
- 언제나 함께해요~KFM 경기방송~(1997년~2006년)
- 만나요 느껴요 함께해요 99.9 경기방송~ (57분 교통정보 前과 27분 교통정보 前)(2004년~2019년 3월)
- 하루의 행복을 여는 수도권의 중심 KFM 경기방송 (정각 시보 前과 30분 시보 前)(2008년~2020년 3월)

### 뉴스 멘트
- 경기방송 ○○○입니다. (1997년 12월 1일 ~ 2012년 12월 31일)
- KFM 경기방송 ○○○입니다. (2013년 1월 1일 ~ 2020년 3월 30일)

## 연혁

### 1990년대
- 1997년 12월 1일 : 경기방송(京畿放送) 개국 (FM 99.9㎒, HLDS-FM)
- 1999년 6월 24일 : 3㎾에서 5㎾로 출력 증강

### 2000년대
- 2000년 3월 14일 : 재난방송사로 지정 (행정자치부)
- 2001년 5월 17일 : 일본 오카야마 FM 방송과 제휴
- 2003년 12월 22일 : 신사옥으로 이전
- 2006년 12월 14일 : 연변인민방송과 이원방송 협약
- 2007년 3월 6일 : 지상파 DMB 채널 KDMB 개국
- 2007년 3월 30일 : 광교산 송신소 탑 증설 (30m → 100m)
- 2009년 12월 : 지상파 DMB 채널 KDMB 방송 중단

### 2010년대
- 2011년 12월 : 경기 월롱산 FM 95.5㎒ 방송보조국 허가
- 2012년 9월 15일 : 경기 월롱산 FM 95.5㎒ 방송보조국 개국
- 2014년 9월 : 경기 의정부시청 FM 100.7㎒ 방송보조국 허가
- 2016년 2월 25일 : 경기 의정부시청 FM 100.7㎒ 방송보조국 개국
- 2017년 5월 17일 : JDB 엔터테인먼트와 MOU 체결
- 2017년 7월 27일 : 베트남 국영방송국 VOV와 협력 사업
- 2017년 12월 21일 : 베스티안 화상후원재단과 업무협약 채결

### 2020년대
- 2020년 2월 25일 : 방송국 폐업 결정[1]
- 2020년 3월 30일 : 방송 정파 및 폐국. 폐국 후 주파수는 2023년에 OBS 라디오로 이관.

## 방송 송출 시설망
- 전파수신 가능 지역 : 경기도 동부, 경기도 남부, 경기도 북부, 인천광역시 전지역, 서울특별시 전지역

| 송신소        | 주파수     | 출력 | 호출부호 | 송신소 위치                               | 비고  |
| ------------- | ---------- | ---- | -------- | ----------------------------------------- | ----- |
| 광교산 송신소 | FM 99.9㎒  | 5㎾  | HLDS-FM  | 경기 용인시 수지구 고기동 산52            |       |
| 월롱산 중계소 | FM 95.5㎒  | 90W  | HLDS-FM  | 경기 파주시 월롱면 덕은리 산126-2         |       |
| 의정부 중계소 | FM 100.7㎒ | 90W  | HLDS-FM  | 경기 의정부시 의정부동 326-2 (의정부시청) | [ 2 ] |

## 방송 프로그램
2020년 3월 30일 폐국 기준

### 월요일 ~ 토요일
- 05:00《모닝팝》
- 06:00《굿모닝 코리아》
- 08:00《KFM 뉴스플러스》
- 08:30《KFM 모닝와이드》
- 09:00《조조할인》
- 10:00,02:00(재)《배형진의 음악풍경》
- 11:30,03:30(재)《돈키오테》
- 12:00《어우야, 미키광수입니다》
- 14:00《오늘의 문제, 김경식입니다》
- 16:00,00:00(재)《팝스 콘서트》
- 18:00《유연채의 시사공감》
- 20:00《내 마음의 수채화》
- 22:05《여우야, 서린입니다》
- 04:00《장주영의 가요 1번지》

### 일요일
- 05:00《모닝팝》
- 06:00《굿모닝 코리아》
- 08:00《KFM 뉴스플러스》
- 08:30《KFM 모닝와이드》
- 09:00《조조할인》
- 10:00,02:00(재)《달리는 라디오, 허책입니다》
- 12:00《KFM 정오종합뉴스》
- 12:10《양정모의 뮤직하이웨이》
- 14:05《김동혁의 골든박스 탑텐》
- 16:00,00:00(재)《팝스 콘서트》
- 18:00《KFM 6시 종합뉴스》
- 18:10《최진의 음악충전》
- 20:00《내 마음의 수채화》
- 22:05《이세나의 8090 콘서트》
- 00:00《음악철도 999》
- 04:00《장주영의 가요 1번지》

## 교통정보
- 27, 57분 교통정보 : 수도권의 교통 상황, 고속도로와 국도 비교 · 우회 정보를 전해 준다.
  - 운영시간 : 오전 7시 ~ 오후 10시

## 라디오 PD
- 노광준 : 편성제작팀장,  <제작 프로그램 - 뮤직브런치, 에듀챔프, 더 로망스, 조조할인>
- 소영선 : 편성제작팀 부장,  <제작 프로그램 - 시사999, 하이-큐,아이 마음 연구소, 내 마음의 수채화>
- 김현아 : 편성제작팀, 주중 교통정보 총 책임자 <제작 프로그램 - 시사999, 뮤직 하이웨이, 교통정보, 음악충전, 8090 콘서트>
- 배형진 - <제작 프로그램 - 음악풍경, 나만 듣고싶은 라디오, 여행을 떠나요, 신짜오 베트남, 굿모닝코리아>
- 최미근 - <제작 프로그램 - 오늘의 문제 김경식입니다, 골든박스 탑텐, 아침종합뉴스, 클릭! 정보와이드> (안동MBC에서 이직)
- 장주영 - <제작 프로그램 - K LIST, 바운스 바운스, 가요 1번지, 어우야, 달리는 라디오>
- 김예령 (현 국민의힘 대변인) - 1998~2003 : "새아침을 열어요" 진행,연출

## 교통리포터
- (한국도로공사 소속) 정지정, 이승미, 조중민, 전은주
- (경기도교통정보센터 소속) 김년경, 이지연, 최솔지, 나미향

## 편성제작부 아나운서
- 유주현 - 1997~2013 <소영선 유주현의 사통팔달>, 2010~2013 <덕이와 현이의 주말 사통팔달>, 2013~2015 <평생학습관>, 2018~2020 <아이 마음 연구소>
- 주혜경 - 2016~2017 <KFM 아침종합뉴스>, 2016~2020 <굿모닝 코리아> (전주MBC에서 이직)
- 이유나 (팀장) - 2005~2012 <웰빙 투데이> <행복한 90분> , 2013 <이유나의 공감>, 2014~2015 <오늘밤 이유나입니다>, 2017~2020 <클릭! 정보와이드>, 2018~2019〈이유나의 나만 듣고싶은 라디오〉, 2019 <주말 콘서트 8090>, 2019~2020 <이유나의 팝스콘서트> <저녁종합뉴스>

* 유주현 아나운서는 1994년~1997년 KBS 2라디오 교통정보센터에서 리포터로 활동하였고, 1997년 경기방송 아나운서로 이직하였다.

## 보도부 아나운서
- 김혜미 - 2010~2013 <인천의 발견>, 2016~2019 <아침의 멜로디> 2019~2020 〈내 마음의 수채화〉
- 나정훈 (前 한국도로공사 교통리포터) - 2011~2012 <반승원의 오후의 데이트>, 2013 <소영선 유주현의 사통팔달>, 2016 <평생학습관>, 2017~2018 <새벽다방> 2019~2020 <조조할인> (주말)
- 김혜진 (前 UBC 아나운서) - 2015~2016 <한밤나라>, 2016~2017 <안전운전하세요>, 2017~2020 <달려라 경기> <정시뉴스> <정오종합뉴스> <6시종합뉴스> (주말)

## 공채 PD/DJ
- 이세나 (PD) - 공채 1기, 1997~2002.8 : "세나의 깊은밤 그대와 함께", 2018~2019 : "이세나의 감성터치" 2019~2020 : "이세나의 8090 콘서트"
- 반승원 (PD) - 공채 1기, 1997~2013.3 : "반승원의 오후의 데이트", 2013~2014 "반승원의 해피타임", "반승원의 아침의 멜로디", 2014~2016 "반승원의 뮤직브런치", 2016~2019 "반승원의 매일 그대와", 2019 "팝스 콘서트"
- 김예령 (PD) (현 국민의힘 대변인) - 1998~2003 : "새아침을 열어요"
- 김미낭 (PD) - 1998~2005 : "행복한 90분", "김미낭의 해피타임" 2011~2014 "음악공간", 2015~2016 "김미낭의 아침의 멜로디"
- 김동혁 (DJ) - 2005~2008 : "김동혁의 정보특급" / 2016~2020 : "김동혁의 골든박스 탑텐"(주말)
- 최진 (DJ) -  2013~2019 : "최진의 여행을 떠나요" 2019~2020 "최진의 음악충전"(주말)
- 장벽진 (DJ) - 2013~2014 : "장벽진의 주말 해피타임" / 2014~2019 : "장벽진의 바운스 바운스"
- 김란아 (DJ) - 2017~2019 : "김란아의 스윗뮤직" 2019~2020 "내 마음의 수채화" (주말)
- 김나래 (DJ) - 2020~2020 "팝스콘서트 (주말)
- 신채이 (DJ) - 2016~2017 "하이큐" 2019~2020 "굿모닝 코리아" (주말)

## 방송작가
- 이현경 (조조할인)
- 권혜원 (굿모닝 코리아)
- 강연주 (아침의 멜로디)
- 손지애 (내마음의 수채화)
- 권혜정 (오늘의 문제 김경식입니다)
- 김혜림 (바운스 바운스)
- 이보나 (골든박스 탑텐)
- 우영경 (반승원의 매일 그대와)
- 박상미 (반승원의 매일 그대와)
- 양희선 (시사999)
- 전세희 (시사999)
- 유정혜 (오늘의 문제 김경식입니다)
- 신진란 (음악풍경)
- 허윤선 (8090 콘서트)
- 이세나 (감성터치)

## 전직 아나운서
- 이운영 (VOA KOREA TV 호스트)
- 권계현
- 남상미 (소상공인방송정보원 과장)
- 반승원 (경기도청 홍보콘텐츠팀장)
- 서정덕 (서울경제TV로 이적)
- 석아윤
- 지화진
- 전지영

## 교통
- 수원시내버스 2-1, 3, 7, 7-2, 720-1
- 지하철 수인·분당선 영통역 7, 8번 출구 또는 청명역 4번 출구

## 여담
경기방송은 폐업이 결정되기 전에 JTBC와 같은 방송 사업자의 잠재적 인수 후보도 올라올 예정에 있었으나, 경기방송 경영진의 운영난과 더불어 JTBC에 의한 피인수 결정을 내리지 못하였으며, 또한 코로나19 범유행과 관련된 이슈까지 겹쳐지면서 JTBC로 넘어가는 일은 없던 일로 보인다. 만약 JTBC가 경기방송을 인수하였다면 경기방송은 JTBC 라디오가 되었을 가능성이 보다는 경기교통방송 2022년 하반기에 개국예정을 결정하였으나, 2021년 9월에 OBS경인TV와 한국교통방송이 라디오 신규 방송사업자 공모 신청 먼저 시작해, 같은 달 11월 12일, 라디오 신규 방송사업자 공모에 7곳을 신청 완료했다. 신청 법인은 경인방송, 경기도, 도로교통공단, OBS경인TV, 케이방송, 뉴경기방송, 경기도민방송 등. 2022년 2월에 라디오 방송 사업자 공모 결과 도로교통공단이 최고점으로 확정되었으나, 현재 최종 선정이 보류된 상태다.
2022년 5월 17일에 OBS경인TV가 최종 선정되었으며, 동년 8월 25일에 라디오 방송 허가를 받고 경기방송의 주파수를 이관받아 2023년 3월 30일에 OBS 라디오가 개국했다.

## 같이 보기
- 경인방송
- OBS 라디오

## 사건/사고
- 2019년 1월 10일 청와대 신년 기자회견에서 김예령 기자가 문재인 대통령에게 불성실한 태도를 보여 논란이 되었다는 대깨문과 극좌익들의 물타기가 있고 경질시켰지만 사실은 다음과 같다... 통계조작으로 경제 실패를 가리고 여론조작으로 문재인 정부의 경제실책에 분노하던 국민들에게 오만한 태도로 답하던 문재인에게 김예령 기자는 기자로서  할 수 있는 정당한 질문을 했을 뿐이다

(전 기자는 지난해 문재인 대통령 신년기자회견에서 "경제 기조를 안 바꾸는 자신감은 어디에서 나오는 건지 근거는 무엇인지 단도직입적으로 묻는다"는 질문을 해 친문 지지층으로부터 "무례하다"는 문자폭탄에 시달린 바 있다.
한편 2020 문재인 정부의 방송통신위원회의탄악에 의해 지난 1월 방송통신위원회는 김 전 기자가 몸담았던 경기방송 방송사업권 조건부 재허가 결정을 내렸고, 경기방송은 정권 카르텔에 의해 결국 문을 닫게 되었다
- 2019년 8월 5일 현준호 총괄본부장이 친일 망언과 문재인 정부를 비난한 사건으로 큰 파장을 일으켰다. 친일망언은 본 위키백과 드루킹의 사견이고 문재인 정부 비판이란 표현은 최고권력의 실책에 합리적 비판을 하는 것은 민주주의 사회 언론의 기본적 의무와 정의 사명이거늘 극좌익들의 위키백과 점령 및 문재인 정부의 경기방송 폐업 시킨 방송탄압 언론탄압을 가리려는 몸부림이 교활한  드루킹2세대들의 작업활동 내용을 그대로 보여주는것이네ㅡ그 뒤 대표이사는 현준호 총괄본부장을 경질했음에도 불구하고 오히려 현준호를 전무이사로 승진시켰고 이를 내부고발한 PD와 기자를 징계위원회에 넘겨져 해고통보를 받았다. 그 외에도 기자들에게 논란이 된 기사를 작성하라는 지시를 받은 사실도 밝혀지면서 동년 12월 30일에 현준호를 경영에서 퇴출시키고 조건부 재허가 추천을 결정했다. 결국 이 사건은 폐국의 원인을 불러왔다.
- 2020년 2월 25일 긴급 이사회 끝에 방송 면허를 반납하고 폐업을 결정함에 따라 동년 3월 16일에 주주총회를 통해 최종 폐업을 결정. 3월 29일 모든 프로그램에 광고 없이 방송 중단 안내광고로 대체하였으며 3월 30일 자정을 기하여 애국가 대신 시보 알림을 끝으로 송출을 중단함으로써 개국 23년 만에 역사의 뒤안길로 사라졌다. 이는 1980년 언론통폐합 이후 방송법 위반으로 2004년 iTV 경인방송의 폐국에 이어 2번째로 폐국된 사례이자, 대한민국 방송 최초로 자진 폐업한 사례가 되었다. 주파수는 2023년 3월 30일에 개국한 OBS 라디오로 이관됐다.